# Franck Bonnet
Franck Bonnet (* 3. Oktober 1954 in Villejuif) ist ein ehemaliger französischer Leichtathlet, der sich auf den Hochsprung spezialisiert hatte.

## Sportliche Karriere
Franck Bonnet war 1981 französischer Hochsprungmeister. 1982 gewann er den Hallentitel.
Bei den Junioreneuropameisterschaften 1973 in Duisburg ersprang Bonnet mit 2,14 Meter die Goldmedaille. 1976 erreichte er mit 2,13 Meter den elften Platz bei den Halleneuropameisterschaften in München. Ein Jahr später wurde er bei den Halleneuropameisterschaften in San Sebastián 13. mit 2,16 Meter. 1979 belegte er mit 2,17 Meter den sechsten Platz bei den Mittelmeerspielen 1979 in Split. Anfang 1980 wurde Bonnet mit 2,19 Meter 15. bei den Halleneuropameisterschaften in Sindelfingen. Mit der gleichen Höhe erreichte er 1981 in Grenoble den fünften Rang. Im März 1982 sprang er auch bei den Halleneuropameisterschaften in Mailand 2,19 Meter und wurde damit Elfter. Im Sommer 1982 sprang Bonnet bei den Europameisterschaften in Athen 2,21 Meter in der Qualifikation. Im Finale überquerte er 2,18 Meter und wurde damit Achter.
Seine persönliche Bestleistung von 2,27 Meter sprang Bonnet am 14. Juni 1981 in Antony.